# 43224 Tonypensa
43224 Tonypensa è un asteroide della fascia principale. Scoperto nel 2000, presenta un'orbita caratterizzata da un semiasse maggiore pari a 2,6745717 UA e da un'eccentricità di 0,1646468, inclinata di 12,76077° rispetto all'eclittica.